# Giovanni Battista Perasso

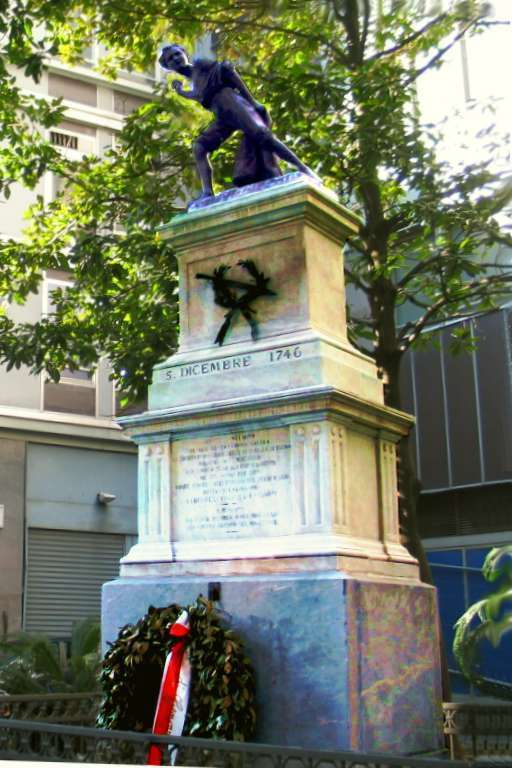
Monumento a Balilla en la plaza Portoria en Génova, Italia.

Giovanni Battista Perasso de apodo Balilla, un niño genovés que inició la revuelta de 1746 contra las fuerzas de los Habsburgo que ocuparon la ciudad en la Guerra de Sucesión de Austria, arrojando una piedra a un funcionario austríaco.

## Historia y legado
Se cree que la palabra Balilla significa niño pequeño y, por lo tanto, es una de las dos únicas pistas sobre la edad de Perasso. La otra es un informe austriaco que hace referencia a "un niño pequeño" arrojando piedras a los funcionarios.
Cuenta la leyenda que mientras unos soldados austríacos arrastraban una pieza de artillería por un camino embarrado en el barrio de Portoria de Génova, la pieza se atascó en un foso. Los soldados obligaron a los espectadores y transeúntes a desalojarlo, maldiciéndolos y azotándolos. Disgustado por la escena, Perasso supuestamente agarró una piedra de la carretera y la arrojó hábilmente a la patrulla austriaca, preguntando a sus conciudadanos en dialecto genovés : "¿Che l'inse? " ("¿Debo empezar?"), Lo que provocó un alboroto que finalmente provocó que la guarnición austriaca fuera desalojada de la ciudad. La frase se volvió proverbial también en italiano.
Por su supuesta edad y actividad revolucionaria, Perasso se convirtió en un símbolo de la lucha del pueblo italiano por la independencia y unificación. Por el contrario, los relatos del saqueo de Génova por las tropas reales piamontesas en 1849 mencionan a soldados corriendo por las calles y gritando: "¡Todos los genoveses son Balilla, no merecen compasión, debemos matarlos a todos!"
Más tarde, el gobierno fascista de Italia nombró en su honor a la Opera Nazionale Balilla (ONB), una organización de jóvenes paramilitares exploradores, de grado escolar. En consecuencia, el himno de la ONB comenzó con el verso "Fischia il sasso/... "(La piedra silba /...).
Varios tipos del automóvil Fiat 508 producidos durante la década de 1930, también recibieron el nombre de Balilla (Fiat 508 Balilla, Fiat 508S Balilla Coppa d'Oro, Fiat 508 Balilla Sport, Fiat 508 Balilla Spider Militare).
Su memoria también se relata en el himno nacional italiano actual (compuesto en 1848), " Il Canto degli Italiani ", conocido popularmente como "Fratelli d'Italia" ( Hermanos de Italia ): "I bimbi d'Italia / si chiaman Balilla / il suon d'ogni squilla / i Vespri suonò ". La segunda referencia es a la insurrección de 1282 llamada "Vespri Siciliani".

## Submarinos de la Armada italiana
Dos submarinos de la marina italiana fueron llamados Balilla :
- El antiguo U42 alemán que se estaba construyendo en el patio de FIAT en La Spezia cuando Italia entró en la Primera Guerra Mundial fue hundido en 1916.
- El nombre de los submarinos de la clase Balilla, botado en 1941 y desguazado después de la Segunda Guerra Mundial.